# Lyle R. Wheeler
Lyle Reynolds Wheeler (* 2. Februar 1905 in Woburn, Massachusetts; † 10. Januar 1990 in Woodland Hills, Los Angeles, Kalifornien) war ein US-amerikanischer Production Designer und Art Director. Wheeler, der in den Credits meist als Lyle R. Wheeler, aber auch als Lyle Wheeler erscheint, wurde während seiner etwa vierzigjährigen Karriere 29 Mal für einen Oscar nominiert und erhielt fünf der Trophäen. Bei mehr als 350 Filmen war Wheeler für die Ausstattung verantwortlich.

## Leben
Nach seinem Studium an der Universität von Südkalifornien, arbeitete Lyle R. Wheeler zunächst als Illustrator und Industriedesigner, bevor er 1936 von David O. Selznick für dessen Film Der Garten Allahs als Art Director engagiert wurde. Bis er im Jahr 1944 zur 20th Century Fox wechselte, arbeitete Wheeler für die Selznick International. Nach Ein Stern geht auf, einer weiteren Selznick-Produktion aus dem Jahr 1937, wurde Wheeler für die Ausstattung von der Der Gefangene von Zenda 1938 zum ersten Mal für den Oscar nominiert. Ein Jahr später folgte die zweite Nominierung für Toms Abenteuer (The Adventures of Tom Sawyer). 
Für die Ausstattung von Vom Winde verweht wurde Lyle Wheeler 1940 zum ersten Mal mit einem Oscar ausgezeichnet. Einen weiteren Oscar erhielt er 1947 für seine Arbeit an Anna und der König von Siam. In den Jahren zuvor war er für Rebecca, Laura und Todsünde nominiert worden. 
Weitere Auszeichnungen erhielt Wheeler, inzwischen der künstlerische Leiter der 20th Century Fox, für den Monumentalfilm Das Gewand 1954, die Musicalverfilmung Der König und ich 1957 und das Drama Das Tagebuch der Anne Frank 1960.
Bedingt durch den Umstand, dass zwischen 1940 und 1960 die Oscarvergabe für die Beste Ausstattung in die Kategorien Farbe und Schwarzweiß getrennt war, war Wheeler im gleichen Jahr für unterschiedliche Filme nominiert. So etwa 1952, als Wheeler jeweils für The House on Telegraph Hill und Vierzehn Stunden für die Beste Ausstattung eines Schwarzweißfilms, und gleichzeitig
für David und Bathsheba und An der Riviera für die Ausstattung zweier Farbfilme nominiert war.
Wheeler arbeitete zudem für das Fernsehen, so stattete er einige Folgen der Serie Perry Mason und der The 20th Century-Fox Hour aus. Lyle Wheelers letzte Arbeit an einem Film war der 1978 entstandene Fernsehfilm Ladies mit weißer Weste (Perfect Gentlemen), in dem Lauren Bacall ihr Debüt auf dem Bildschirm gab.

## Filmografie (Auswahl)
- 1936: Der Garten Allahs (The Garden of Allah)
- 1937: Ein Stern geht auf (A Star is Born)
- 1937: Denen ist nichts heilig (Nothing Sacred)
- 1937: Der Gefangene von Zenda (The Prisoner of Zenda)
- 1938: Toms Abenteuer (The Adventures of Tom Sawyer)
- 1939: Vom Winde verweht (Gone With the Wind)
- 1939: Intermezzo (Intermezzo)
- 1939: Ein ideales Paar (Made for Each Other)
- 1940: Rebecca (Rebecca)
- 1942: Die ganze Wahrheit (Keeper of the Flame)
- 1944: Laura (Laura)
- 1944: Irish Eyes Are Smiling
- 1944: Sweet and Low-Down
- 1945: Jahrmarkt der Liebe (State Fair)
- 1945: Junior Miss
- 1945: Mord in der Hochzeitsnacht (Fallen Angel)
- 1945: Das Haus in der 92. Straße (The House on 92nd Street)
- 1945: Todsünde (Leave Her to Heaven)
- 1945: Thunderhead – der vierbeinige Teufel (Thunderhead, Son of Flicka)
- 1946: Anna und der König von Siam (Anna and the King of Siam)
- 1946: Cluny Brown auf Freiersfüßen (Cluny Brown)
- 1946: Faustrecht der Prärie (My Darling Clementine)
- 1946: Sinfonie in Swing (Do You Love Me?)
- 1946: Centennial Summer
- 1946: Smoky, König der Prärie (Smoky)
- 1946: Weißer Oleander (Dragonwyck)
- 1947: Amber, die große Kurtisane (Forever Amber)
- 1947: Daisy Kenyon (Daisy Kenyon)
- 1947: Der Scharlatan (Nightmare Alley)
- 1947: Der Todeskuß (Kiss of Death)
- 1947: Eine Welt zu Füßen (The Foxes of Harrow)
- 1948: When My Baby Smiles at Me
- 1948: Kennwort 777 (Call Northside 777)
- 1948: Belvedere räumt auf (Sitting Pretty)
- 1948: Rache ohne Gnade (Fury at Furnace Creek)
- 1948: Green Grass of Wyoming
- 1948: Deep Waters
- 1948: Die Frau im Hermelin (That Lady in Ermine)
- 1948: The Luck of the Irish
- 1948: Schrei der Großstadt (Cry of the City)
- 1948: Eine Dachkammer für zwei (Apartment for Peggy)
- 1948: Nachtclub-Lilly (Road House)
- 1948: Die Ungetreue (Unfaithfully Yours)
- 1948: Herrin der toten Stadt (Yellow Sky)
- 1948: Straße ohne Namen (The Street with No Name)
- 1948: Ich heirate dich doch (That Wonderful Urge)
- 1949: Der Liebesprofessor (Mother Is a Freshman)
- 1949: …und der Himmel lacht dazu (Come to the Stable)
- 1949: Der Kommandeur (Twelve O’Clock High)
- 1949: Ich war eine männliche Kriegsbraut (I Was a Male War Bride)
- 1949: Mr. Belvedere kann alles besser (Mr. Belvedere Goes to College)
- 1949: It Happens Every Spring
- 1949: Blutsfeindschaft (House of Strangers)
- 1949: Sand
- 1949: Dancing in the Dark
- 1949: Gefahr in Frisco (Thieves’ Highway)
- 1949: In den Klauen des Borgia (Prince of Foxes)
- 1949: Seemannslos (Down to the Sea in Ships)
- 1949: Sturmflug (Slattery's Hurricane)
- 1949: Wenn meine Frau das wüßte (Everybody Does It)
- 1949: Der Schlagerkönig (Oh, You Beautiful Doll)
- 1949: Lady Windermeres Fächer (The Fan)
- 1950: Alles über Eva (All About Eve)
- 1950: Der gebrochene Pfeil (Broken Arrow)
- 1950: Der geheimnisvolle Ehemann (The Jackpot)
- 1950: Der Haß ist blind (No Way Out)
- 1950: Drei kehrten heim (Three Came Home)
- 1950: Vorposten in Wildwest (Two Flags West)
- 1950: Faustrecht der Großstadt (Where the Sidewalk Ends)
- 1950: So ein Pechvogel (When Willie Comes Marching Home)
- 1950: Unter Geheimbefehl (Panic in the Streets)
- 1950: Der Held von Mindanao (American Guerrilla in the Philippines)
- 1950: Varieté-Prinzessin (Wabash Avenue)
- 1950: Stella
- 1951: Zwei in der Falle (Rawhide)
- 1951: An der Riviera (On the Rivera)
- 1951: Der Tag, an dem die Erde stillstand (The Day the Earth Stood Still)
- 1951: Cornelia tut das nicht (Elopement)
- 1951: David und Bathseba (David and Bathsheba)
- 1951: Der letzte Angriff (Fixed Bayonets)
- 1951: Die Piratenkönigin (Anne of the Indies)
- 1951: Let’s Make It Legal
- 1951: The House on Telegraph Hill
- 1951: Okinawa (Halls of Montezuma)
- 1951: Froschmänner (The Frogmen)
- 1951: Mr. Belvederes zweite Jugend (Mr. Belvedere Rings the Bell)
- 1951: Vierzehn Stunden (Fourteen Hours)
- 1951; Der Fall Cicero (Five Fingers)
- 1951: Vergeltung am Teufelssee (The Secret of Convict Lake)
- 1951: The Model and the Marriage Broker
- 1952: Liebling, ich werde jünger (Monkey Business)
- 1952: Niagara (Niagara)
- 1952: Schnee am Kilimandscharo (The Snows of Kilimanjaro)
- 1952: Casanova wider Willen (Dreamboat)
- 1952: Der rote Reiter (Pony Soldier)
- 1952: Die Feuerspringer von Montana (Red Skies of Montana)
- 1952: Die Legion der Verdammten (Les Misérables)
- 1952: Die Maske runter (Deadline U.S.A.)
- 1952: Gesetz der Peitsche (Kangaroo)
- 1952: Kurier nach Triest (Diplomatic Courier)
- 1952: Liebe, Pauken und Trompeten (Stars and Stripes Forever)
- 1952: Lockruf der Wildnis (Lure of the Wilderness)
- 1952: Meine Cousine Rachel (My Cousin Rachel)
- 1952: Schwarze Trommeln (Lydia Bailey)
- 1952: Viva Zapata! (Viva Zapata!)
- 1952: Wir sind gar nicht verheiratet (We’re Not Married)
- 1952: Mit einem Lied im Herzen (With a Song in My Heart)
- 1952: Ein Fremder ruft an (Phone Call from a Stranger)
- 1953: Im Reiche des goldenen Condor (Treasure of the Golden Condor)
- 1953: Madame macht Geschichte(n) (Call Me Madam)
- 1953: Durch die gelbe Hölle (Destination Gobi)
- 1953: Untergang der Titanic (Titanic)
- 1953: Gefährtin seines Lebens (The President’s Lady)
- 1953: Der neue Sheriff (Powder River)
- 1953: Weiße Frau am Kongo (White Witch Doctor)
- 1953: Blondinen bevorzugt (Gentlemen Prefer Blondes)
- 1953: Das Gewand (The Robe)
- 1953: Polizei greift ein (Pickup on South Street)
- 1953: Der unheimliche Untermieter (The Man in the Attic)
- 1953: Wie angelt man sich einen Millionär? (How to Marry a Millionaire)
- 1953: Das Höllenriff (Beneath the 12-Mile Reef)
- 1953: Der Hauptmann von Peshawar (King of the Khyber Rifles)
- 1954: Die Gladiatoren (Demetrius and the Gladiators)
- 1954: Fluß ohne Wiederkehr (River of No Return)
- 1954: Der Garten des Bösen (Garden of Evil)
- 1954: Der Würger von Coney Island (Gorilla at Large)
- 1954: Desirée
- 1954: Die gebrochene Lanze (Broken Lance)
- 1954: Die Spinne (Black Widow)
- 1954: Drei Münzen im Brunnen (Three Coins in the Fountain)
- 1954: Prinz Eisenherz (Prince Valiant)
- 1954: Sinuhe der Ägypter (The Egyptian)
- 1955: Am fernen Horizont (Untamed)
- 1955: Daddy Langbein (Daddy Long Legs)
- 1955: Das Mädchen auf der roten Samtschaukel (The Girl in the Red Velvet Swing)
- 1955: Die sieben goldenen Städte (Seven Cities of Gold)
- 1955: Die jungfräuliche Königin (The Virgin Queen)
- 1955: Guten Morgen, Miss Fink (Good Morning, Miss Dove)
- 1955: König der Schauspieler (Prince of Players)
- 1955: Die linke Hand Gottes (The Left Hand of God)
- 1955: Alle Herrlichkeit auf Erden (Love Is a Many-Splendored Thing)
- 1955: Tokio-Story (House of Bamboo)
- 1955: Treffpunkt Hongkong (Soldier of Fortune)
- 1955: Der große Regen (The Rains of Ranchipur)
- 1956: Testpiloten (On the Threshold of Space)
- 1956: Der Mann im grauen Flanell (The Man in the Gray Flannel Suit)
- 1956: Die Männer um Hilda Crane (Hilda Crane)
- 1956: Bungalow der Frauen (The Revolt of Mamie Stover)
- 1956: The Dark Wave (Dokumentar-Kurzfilm)
- 1956: 23 Schritte zum Abgrund (23 Paces to Baker Street)
- 1956: Der König und ich (The King and I)
- 1956: Eine Handvoll Hoffnung (Bigger Than Life)
- 1956: Bus Stop (Bus Stop)
- 1956: Moderne Jugend (Teenage Rebel)
- 1956: Pulverdampf und heiße Lieder (Love Me Tender)
- 1957: Giftiger Schnee (A Hatful of Rain)
- 1957: Die große Liebe meines Lebens (An Affair to Remember)
- 1957: Eine Frau, die alles weiß (Desk Set)
- 1957: Kiss Them for Me
- 1957: Fenster ohne Vorhang (No Down Payment)
- 1957: Oh, Men! Oh, Women!
- 1957: Glut unter der Asche (Peyton Place)
- 1957: Duell im Atlantik (The Enemy Below)
- 1957: Zwischen Madrid und Paris (The Sun Also Rises)
- 1957: Eva mit den drei Gesichtern (The Three Faces of Eve)
- 1957: Rächer der Enterbten (The True Story of Jesse James)
- 1957: Die Spur zum Gold (The Way to the Gold)
- 1957: Wo alle Straßen enden (The Wayward Bus)
- 1957: Die unsichtbare Front (Three Brave Men)
- 1957: Sirene in blond (Will Success Spoil Rock Hunter?)
- 1958: Ein gewisses Lächeln  (A Certain Smile)
- 1958: Keine Angst vor scharfen Sachen (Rally ’round the Flag, Boys!)
- 1958: Sing, Boy, Sing
- 1958: South Pacific
- 1958: Ein Mann in den besten Jahren (Ten North Frederick)
- 1958: Der Barbar und die Geisha (The Barbarian and the Geisha)
- 1958: Bravados (The Bravados)
- 1958: Der Killer mit der sanften Stimme (The Fiend Who Walked the West)
- 1958: Die Fliege (The Fly)
- 1958: Das Geschenk der Liebe (The Gift of Love)
- 1958: Kampfflieger (The Hunters)
- 1958: Der lange, heiße Sommer (The Long, Hot Summer)
- 1958: Die jungen Löwen (The Young Lions)
- 1959: Das Tagebuch der Anne Frank (The Diary of Anne Frank)
- 1959: Die Reise zum Mittelpunkt der Erde (Journey to the Center of the Earth)
- 1959: Die Krone des Lebens (Beloved Infidel)
- 1959: Der Zwang zum Bösen (Compulsion)
- 1959: Die Rückkehr der Fliege (The Return of the Fly)
- 1959: Fünf Tore zur Hölle  (Five Gates to Hell)
- 1959: Ferien für Verliebte (Holiday for Lovers)
- 1959: Engel auf heißem Pflaster (Say One for Me)
- 1959: The Man Who Understood Women
- 1959: The Miracle of the Hills
- 1959: Alle meine Träume (The Best of Everything)
- 1959: Der blaue Engel (The Blue Angel)
- 1959: The Rookie
- 1959: Fluch des Südens (The Sound and the Fury)
- 1959: Sensation auf Seite 1 (The Story on Page One)
- 1959: Tausend Berge  (These Thousand Hills)
- 1959: Warlock (Warlock)
- 1959: Ungebändigt (Woman Obsessed)
- 1960: Can-Can
- 1960: Von der Terrasse (From the Terrace)
- 1960: Sieben Diebe (Seven Thieves)
- 1960: Wilder Strom (Wild River)
- 1962: Sturm über Washington (Advise and Consent)
- 1963: Der Kardinal (The Cardinal)
- 1964: Der Kandidat (Best Man)
- 1969: Verschollen im Weltraum  (Marooned)
- 1971: The Love Machine
- 1972: Jede Stimme zählt (Stand up and Be Counted)
- 1975: Männer des Gesetzes (Posse)
- 1977: Flight to Holocaust
- 1978: Ladies mit weißer Weste (Perfect Gentlemen)